# Chaetopsylla wangi
Chaetopsylla wangi är en loppart som beskrevs av Liu 1997. Chaetopsylla wangi ingår i släktet Chaetopsylla och familjen grävlingloppor. Inga underarter finns listade i Catalogue of Life.